# Schubkeelhoningspeurder
De schubkeelhoningspeurder (Indicator variegatus) is een vogel uit de familie Indicatoridae (Honingspeurders).

## Verspreiding en leefgebied
Deze soort komt voor van Ethiopië en Somalië tot oostelijk Zuid-Afrika, maar ook westelijk door zuidelijk Congo-Kinshasa en Zambia tot westelijk Angola.

## Status
De grootte van de populatie is niet gekwantificeerd maar de soort wordt omschreven als algemeen en wijdverspreid. Op de Rode lijst van de IUCN heeft deze soort de status niet bedreigd.